# Toarps församling
Toarps församling är en församling i Redvägs och Ås kontrakt i Skara stift. Församlingen ligger i Borås kommun i Västra Götalands län. Församlingen utgör sedan 2014 ett eget pastorat.

## Administrativ historik
Församlingen har medeltida ursprung.
Församlingen var till 1937 annexförsamling i pastoratet Rångedala, Toarp, Äspered, Tärby och Varnum som till 1650 även omfattade Brämhults församling. Från 1937 till 2014 var den moderförsamling i pastoratet Toarp, Rångedala och Äspered som till 1962 även omfattade Tärby och Varnums församlingar. År 2014 införlivades Rångedala och Äspereds församlingar och Toarps församling utgör därefter ett enförsamlingspastorat.
Den 1 januari 2022 överfördes hit från Sexdrega och  Länghems församlingar de områden och kyrkor som tidigare hört till Ljushults och Dannike församlingar.

## Organister
| Period    | Namn            | Levnadstid | Övrigt   |
| --------- | --------------- | ---------- | -------- |
| 1856-1885 | Johan Wallqvist | 1828-1909  | Organist |

## Kyrkor
- Toarps kyrka
- Målsryds kyrka
- Gånghesters kyrka
- Rångedala kyrka
- Äspereds kyrka
- Dannike kyrka
- Ljushults kyrka

I församlingen ligger sedan 2022 även Arnäsholms kapell, som ägs av Svarta Örns Orden. I dess regi hålls helgmålsböner sommartid. I övrigt används det för kyrkliga handlingar, främst dop och vigslar.